# Ministère des Transports et des Travaux publics
Le ministère des Transports et des Travaux publics (finnois : Suomen kulkulaitosten ja yleisten töiden ministeriö) est l'un des ministères du Gouvernement de la Finlande de 1918 à 1970.

## Histoire
Le ministère des Transports et des Travaux publics est créé en 1918. 
En 1970, le ministère est scindé en deux, donnant le  ministère des Transports  (actuel Ministère des Transports et des Communications) et le ministère de la force de Travail (par la suite Ministère du Travail, devenu une partie de l'actuel Ministère des Affaires économiques et de l'Emploi).

## Ministres

### Ministre principal
| Ministre                                              | Période                                               | Parti                                                 | Gouvernement                                          |
| Directeur du Comité des Transports et travaux publics | Directeur du Comité des Transports et travaux publics | Directeur du Comité des Transports et travaux publics | Directeur du Comité des Transports et travaux publics |
| ----------------------------------------------------- | ----------------------------------------------------- | ----------------------------------------------------- | ----------------------------------------------------- |
| Jalmar Castrén (1873–1946)                            | Nuors.                                                | 27.11.1917 – 27.5.1918                                | Svinhufvud I                                          |
| Jalmar Castrén (1873–1946)                            | Nuors.                                                | 27.5.1918 – 27.11.1918                                | Paasikivi I                                           |
| Ministre des Transports et des Travaux publics        |                                                       |                                                       |                                                       |
| Kustaa Wuolle (1873–1959)                             | Kok.                                                  | 27.11.1918 – 17.4.1919                                | Ingman I                                              |
| Eero Erkko (1860–1927)                                | Ed.                                                   | 17.4.1919 – 15.8.1919                                 | K. Castrén                                            |
| Santeri Pohjanpalo (1874–1939)                        | Ed.                                                   | 15.8.1919 – 15.3.1920                                 | Vennola I                                             |
| Magnus Lavonius (1870–1948)                           | Ed.                                                   | 15.3.1920 – 9.4.1921                                  | Erich                                                 |
| Erkki Pullinen (1871–1934)                            | Ed.                                                   | 9.4.1921 – 2.6.1922                                   | Vennola II                                            |
| Evert Skogström (1870–1935)                           | amm.                                                  | 2.6.1922 – 14.11.1922                                 | Cajander I                                            |
| Erkki Pullinen (1871–1934)                            | Ed.                                                   | 14.11.1922 – 18.1.1924                                | Kallio I                                              |
| Evert Skogström (1870–1935)                           | amm.                                                  | 18.1.1924 – 31.5.1924                                 | Cajander II                                           |
| Eero Hahl (1872–1945)                                 | ML                                                    | 31.5.1924 – 22.11.1924                                | Ingman II                                             |
| Rolf Witting (1879–1944)                              | RKP                                                   | 22.11.1924 – 31.3.1925                                | Ingman II                                             |
| Kyösti Kallio (1873–1940)                             | ML                                                    | 31.3.1925 – 31.12.1925                                | Tulenheimo                                            |
| Juho Niukkanen (1888–1954)                            | ML                                                    | 31.12.1925 – 13.12.1926                               | Kallio II                                             |
| Wäinö Wuolijoki (1872–1947)                           | SDP                                                   | 13.12.1926 – 15.11.1927                               | Tanner                                                |
| Johan Helo (1889–1966)                                | SDP                                                   | 15.11.1927 – 17.12.1927                               | Tanner                                                |
| Eemil Hynninen (1882–1947)                            | ML                                                    | 17.12.1927 – 22.12.1928                               | Sunila                                                |
| Jalmar Castrén (1873–1946)                            | amm.                                                  | 22.12.1928 – 16.8.1929                                | Mantere                                               |
| Jalo Lahdensuo (1882–1973)                            | ML                                                    | 16.8.1929 – 4.7.1930                                  | Kallio III                                            |
| Rolf Witting (1879–1944)                              | RKP                                                   | 4.7.1930 – 21.3.1931                                  | Svinhufvud II                                         |
| Juho Niukkanen (1888–1954)                            | ML                                                    | 21.3.1931 – 14.12.1932                                | Sunila II                                             |
| Eemil Linna (1876–1951)                               | Ed.                                                   | 14.12.1932 – 25.9.1936                                | Kivimäki                                              |
| Erik Koskenmaa (1878–1957)                            | amm.                                                  | 25.9.1936 – 7.10.1936                                 | Kivimäki                                              |
| Jalo Lahdensuo (1882–1973)                            | ML                                                    | 7.10.1936 – 12.3.1937                                 | Kallio IV                                             |
| Hannes Ryömä (1878–1939)                              | SDP                                                   | 12.3.1937 – 2.9.1938                                  | Cajander III                                          |
| Väinö Salovaara (1888–1964)                           | SDP                                                   | 2.9.1938 – 1.12.1939                                  | Cajander III                                          |
| Väinö Salovaara (1888–1964)                           | SDP                                                   | 1.12.1939 – 27.3.1940                                 | Ryti I                                                |
| Väinö Salovaara (1888–1964)                           | SDP                                                   | 27.3.1940 – 4.1.1941                                  | Ryti II                                               |
| Väinö Salovaara (1888–1964)                           | SDP                                                   | 4.1.1941 – 5.3.1943                                   | Rangell                                               |
| Väinö Salovaara (1888–1964)                           | SDP                                                   | 5.3.1943 – 8.8.1944                                   | Linkomies                                             |
| Väinö Salovaara (1888–1964)                           | SDP                                                   | 8.8.1944 – 21.9.1944                                  | Hackzell                                              |
| Väinö Salovaara (1888–1964)                           | SDP                                                   | 21.9.1944 – 17.11.1944                                | U. Castrén                                            |
| Eero A. Wuori (1900–1966)                             | SDP                                                   | 17.11.1944 – 17.4.1945                                | Paasikivi II                                          |
| Eero A. Wuori (1900–1966)                             | SDP                                                   | 17.4.1945 – 29.9.1945                                 | Paasikivi III                                         |
| Onni Peltonen (1894–1969)                             | SDP                                                   | 9.11.1945 – 26.3.1946                                 | Paasikivi III                                         |
| Lauri Kaijalainen (1900–1965)                         | ML                                                    | 26.3.1946 – 29.7.1948                                 | Pekkala                                               |
| Onni Peltonen (1894–1969)                             | SDP                                                   | 29.7.1948 – 17.3.1950                                 | Fagerholm I                                           |
| Martti Miettunen (1907–2002)                          | ML                                                    | 17.3.1950 – 17.1.1951                                 | Kekkonen I                                            |
| Onni Peltonen (1894–1969)                             | SDP                                                   | 17.1.1951 – 20.9.1951                                 | Kekkonen II                                           |
| Onni Peltonen (1894–1969)                             | SDP                                                   | 20.9.1951 – 29.11.1952                                | Kekkonen III                                          |
| Eemil Huunonen (1901–1959)                            | SDP                                                   | 29.11.1952 – 3.12.1952                                | Kekkonen III                                          |
| Eetu Karjalainen (1895–1965)                          | SDP                                                   | 3.12.1952 – 9.7.1953                                  | Kekkonen III                                          |
| Eero Mäkinen (1886–1953)                              | amm.                                                  | 9.7.1953 – 27.10.1953                                 | Kekkonen IV                                           |
| Kustaa Eskola (1911–2003)                             | ML                                                    | 30.10.1953 – 17.11.1953                               | Kekkonen IV                                           |
| R. Erik Serlachius (1901–1980)                        | amm.                                                  | 17.11.1953 – 5.5.1954                                 | Tuomioja                                              |
| Martti Miettunen (1907–2002)                          | ML                                                    | 5.5.1954 – 20.10.1954                                 | Törngren                                              |
| Martti Miettunen (1907–2002)                          | ML                                                    | 20.10.1954 – 3.3.1956                                 | Kekkonen V                                            |
| Eino Palovesi (1904–1980)                             | ML                                                    | 3.3.1956 – 27.5.1957                                  | Fagerholm II                                          |
| Kustaa Eskola (1911–2003)                             | ML                                                    | 27.5.1957 – 2.7.1957                                  | Sukselainen I                                         |
| Wiljam Sarjala (1901–1977)                            | ML                                                    | 2.7.1957 – 29.11.1957                                 | Sukselainen I                                         |
| Aku Sumu (1907–1988)                                  | amm.                                                  | 29.11.1957 – 28.2.1958                                | von Fieandt                                           |
| Paavo Kastari (1907–1991)                             | amm.                                                  | 28.2.1958 – 26.4.1958                                 | von Fieandt                                           |
| Paavo Kastari (1907–1991)                             | amm.                                                  | 26.4.1958 – 29.8.1958                                 | Kuuskoski                                             |
| Kustaa Eskola (1911–2003)                             | ML                                                    | 29.8.1958 – 13.1.1959                                 | Fagerholm III                                         |
| Kauno Kleemola (1906–1965)                            | ML                                                    | 13.1.1959 – 14.7.1961                                 | Sukselainen II                                        |
| Kauno Kleemola (1906–1965)                            | ML                                                    | 14.7.1961 – 26.2.1962                                 | Miettunen I                                           |
| Eeli Erkkilä (1909–1963)                              | ML                                                    | 26.2.1962 – 13.4.1962                                 | Miettunen I                                           |
| Veikko Savela (1919–2015)                             | ML                                                    | 13.5.1962 – 18.12.1963                                | Karjalainen I                                         |
| Martti Niskala (1911–1984)                            | amm.                                                  | 18.12.1963 – 12.9.1964                                | Lehto                                                 |
| Grels Teir (1916–1999)                                | RKP                                                   | 12.9.1964 – 27.5.1966                                 | Virolainen                                            |
| Leo Suonpää (1911–1996)                               | SKDL                                                  | 27.5.1966 – 22.3.1968                                 | Paasio I                                              |
| Paavo Aitio (1918–1989)                               | SKDL                                                  | 22.3.1968 – 28.2.1970                                 | Koivisto I                                            |

### Deuxième ministre
| Ministre                                            | Période                                             | Parti                                               | Gouvernement                                        |
| Vice-Ministre des Transports et des Travaux publics | Vice-Ministre des Transports et des Travaux publics | Vice-Ministre des Transports et des Travaux publics | Vice-Ministre des Transports et des Travaux publics |
| --------------------------------------------------- | --------------------------------------------------- | --------------------------------------------------- | --------------------------------------------------- |
| Erik Koskenmaa (1878–1957)                          | amm.                                                | 17.12.1932 – 25.9.1936                              | Kivimäki                                            |
| Vihtori Vesterinen (1885–1958)                      | ML                                                  | 7.10.1936 – 12.3.1937                               | Kallio IV                                           |
| Väinö Salovaara (1888–1964)                         | SDP                                                 | 12.3.1937 – 2.9.1938                                | Cajander III                                        |
| Pietari Salmenoja (1893–1962)                       | SDP                                                 | 20.9.1939 – 1.12.1939                               | Cajander III                                        |
| Vice-Ministre des Transports et des Travaux publics |                                                     |                                                     |                                                     |
| Karl-Erik Ekholm (1896–1975)                        | amm.                                                | 27.3.1940 – 4.1.1941                                | Ryti II                                             |
| Vilho Annala (1888–1960)                            | IKL                                                 | 4.1.1941 – 5.3.1943                                 | Rangell                                             |
| Pekka Ikonen (1877–1956)                            | ML                                                  | 5.3.1943 – 13.1.1944                                | Linkomies                                           |
| Väinö Kaasalainen (1902–1955)                       | ML                                                  | 13.1.1944 – 8.8.1944                                | Linkomies                                           |
| Eero A. Wuori (1900–1966)                           | SDP                                                 | 21.9.1944 – 17.11.1944                              | U. Castrén                                          |
| Onni Hiltunen (1895–1971)                           | SDP                                                 | 17.11.1944 – 17.4.1945                              | Paasikivi II                                        |
| Yrjö Murto (1899–1963)                              | SKDL                                                | 17.4.1945 – 26.3.1946                               | Paasikivi III                                       |
| Erkki Härmä (1890–1957)                             | SDP                                                 | 26.3.1946 – 29.7.1948                               | Pekkala                                             |
| Erkki Härmä (1890–1957)                             | SDP                                                 | 29.7.1948 – 22.6.1949                               | Fagerholm I                                         |
| Kauno Kleemola (1906–1965)                          | ML                                                  | 17.3.1950 – 17.1.1951                               | Kekkonen I                                          |
| Kauno Kleemola (1906–1965)                          | ML                                                  | 17.1.1951 – 20.9.1951                               | Kekkonen II                                         |
| Kauno Kleemola (1906–1965)                          | ML                                                  | 20.9.1951 – 9.7.1953                                | Kekkonen III                                        |
| Kustaa Eskola (1911–2003)                           | ML                                                  | 9.7.1953 – 30.10.1953                               | Kekkonen IV                                         |
| Aulis Junttila (1904–1979)                          | amm.                                                | 17.11.1953 – 5.5.1954                               | Tuomioja                                            |
| Aku Sumu (1907–1988)                                | SDP                                                 | 5.5.1954 – 20.10.1954                               | Törngren                                            |
| Hannes Tiainen (1914–2001)                          | SDP                                                 | 20.10.1954 – 3.3.1956                               | Kekkonen V                                          |
| Hannes Tiainen (1914–2001)                          | SDP                                                 | 3.3.1956 – 27.5.1957                                | Fagerholm II                                        |
| Torsten Nordström (1897–1989)                       | RKP                                                 | 27.5.1957 – 2.7.1957                                | Sukselainen I                                       |
| Kustaa Tiitu (1896–1990)                            | ML                                                  | 2.7.1957 – 2.9.1957                                 | Sukselainen I                                       |
| Valdemar Liljeström (1902–1960)                     | TPSL                                                | 2.9.1957 – 29.11.1957                               | Sukselainen I                                       |
| Paavo Kastari (1907–1991)                           | amm.                                                | 29.11.1957 – 28.2.1958                              | von Fieandt                                         |
| Eero Antikainen (1906–1960)                         | amm.                                                | 26.4.1958 – 29.8.1958                               | Kuuskoski                                           |
| Olavi Lindblom (1911–1990)                          | SDP                                                 | 29.8.1958 – 13.1.1959                               | Fagerholm III                                       |
| Arvo Korsimo (1901–1969)                            | ML                                                  | 13.1.1959 – 14.7.1961                               | Sukselainen II                                      |
| Eeli Erkkilä (1909–1963)                            | ML                                                  | 14.7.1961 – 26.2.1962                               | Miettunen I                                         |
| Onni Närvänen (1909–1995)                           | TPSL                                                | 13.4.1962 – 18.10.1963                              | Karjalainen I                                       |
| Olavi Lahtela (1915–1968)                           | ML                                                  | 1.11.1963 – 18.12.1963                              | Karjalainen I                                       |
| Esa Timonen (1925–2015)                             | Kesk.                                               | 12.9.1964 – 27.5.1966                               | Virolainen                                          |
| Niilo Ryhtä (1906–1995)                             | Kesk.                                               | 27.5.1966 – 31.8.1967                               | Paasio I                                            |
| Matti Kekkonen (1928–2013)                          | Kesk.                                               | 8.9.1967 – 22.3.1968                                | Paasio I                                            |
| Viljo Virtanen (1912–1989)                          | SDP                                                 | 22.3.1968 – 31.12.1969                              | Koivisto I                                          |
| Veikko Helle (1911–2005)                            | SDP                                                 | 1.1.1970 – 28.2.1970                                | Koivisto I                                          |

### Ministres à temps partiel
| Ministre                       | Période | Parti                  | Gouvernement  | Portefeuille                        |
| ------------------------------ | ------- | ---------------------- | ------------- | ----------------------------------- |
| Onni Hiltunen (1895–1971)      | SDP     | 14.2.1946 – 26.3.1946  | Paasikivi III | Vice-Ministre de l'Intérieur        |
| Kaarlo Hillilä (1902–1965)     | ML      | 22.11.1945 – 26.3.1946 | Paasikivi III | Ministre du Bien-être               |
| Aarre Simonen (1913–1977)      | SDP     | 24.3.1949 – 17.3.1950  | Fagerholm I   | Ministre de l'Intérieur             |
| Eemil Huunonen (1901–1959)     | SDP     | 29.7.1949 – 17.3.1950  | Fagerholm I   | Vice-ministre des Affaires sociales |
| Vihtori Vesterinen (1885–1958) | ML      | 17.3.1950 – 17.1.1951  | Kekkonen I    | Vice-ministre des Affaires sociales |
| Lauri Riikonen (1900–1973)     | ML      | 24.3.1950 – 31.3.1950  | Kekkonen I    | Vice-Ministre de l'Intérieur        |
| Rafael Paasio (1903–1980)      | SDP     | 17.1.1951 – 20.9.1951  | Kekkonen II   | Vice-ministre des Affaires sociales |
| Eemil Huunonen (1901–1959)     | SDP     | 20.9.1951 – 29.11.1952 | Kekkonen III  | Vice-ministre des Affaires sociales |
| Eemil Huunonen (1901–1959)     | SDP     | 3.12.1952 – 9.7.1953   | Kekkonen III  | Vice-ministre des Affaires sociales |
| Erkki Lindfors (1913–1969)     | amm.    | 28.2.1958 – 26.4.1958  | von Fieandt   | Vice-ministre des Affaires sociales |